# 衡陽道
衡陽道是1914年到1920年间，湖南省设置的一个道。

## 历史沿革
民國2年（1913年）9月置衡永彬桂道，民國3年（1914年）5月23日改置衡陽道，道尹為繁缺，二。駐衡陽縣（今湖南省衡陽市城區）。轄衡陽、衡山、安仁、耒陽、常寧、酃縣、零陵、祁陽、東安、道縣、寧遠、永明、江華、新田、郴縣、永興、資興、宜章、汝城、桂東、桂陽、臨武、藍山、嘉禾24縣。民國九年（1920年）裁撤。